# داگلاس ای-۳ اسکایواریر
داگلاس ای-۳ اسکایواریر (به انگلیسی: Douglas A-3 Skywarrior) به عنوان یک بمب‌افکن استراتژیک برای نیروی دریایی ایالات متحدهٔ آمریکا طراحی شد و از جمله هواپیماهای ناونشینی بود که بیشترین مدت خدمت را در تاریخ داشتند. این هواپیما در میانهٔ دههٔ ۱۹۵۰ وارد خدمت شد و در سال ۱۹۹۱ از خدمت بازنشسته گردید. این هواپیما در طول خدمتش سنگین‌ترین هواپیمای ناونشین عملیاتی بود و به آن لقب "نهنگ" داده بودند. کارکرد اصلی آن در اواخر دوران خدمتش جنگ الکترونیک، شناسایی هوایی تاکتیکی و تانکر سوخترسان گنجایش بالا بود.
ورژنی از این هواپیما تا اوائل دههٔ ۱۹۷۰ در خدمت نیروی هوایی ایالات متحده بود که در این نیرو بی-۶۶ دیسترویر نام داشت که به عنوان بمب افکن تاکتیکی، جنگندهٔ الکترونیک (ئی بی-۶۶سی) و بمب افکن شناسایی (آربی-۶۶) خدمت می‌کرد.